# Bigeh Facula
La Bigeh Facula è una struttura geologica della superficie di Ganimede.